# 무굴 건축

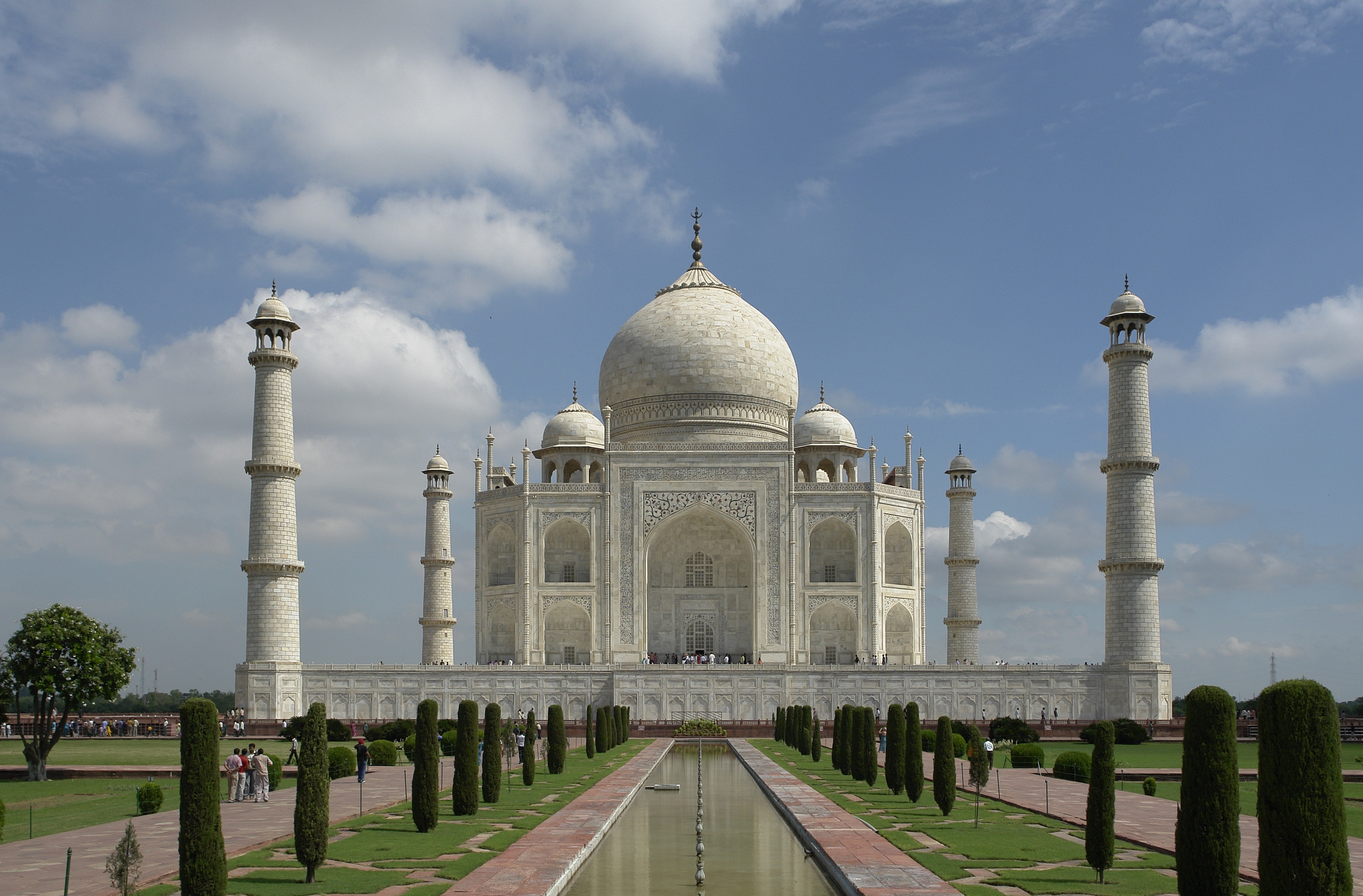
인도 우타르프라데시주 아그라에 있는 타지마할은 인도의 가장 유명한 랜드마크이자, 무굴 건축양식을 따른 대표적인 건축물이다.

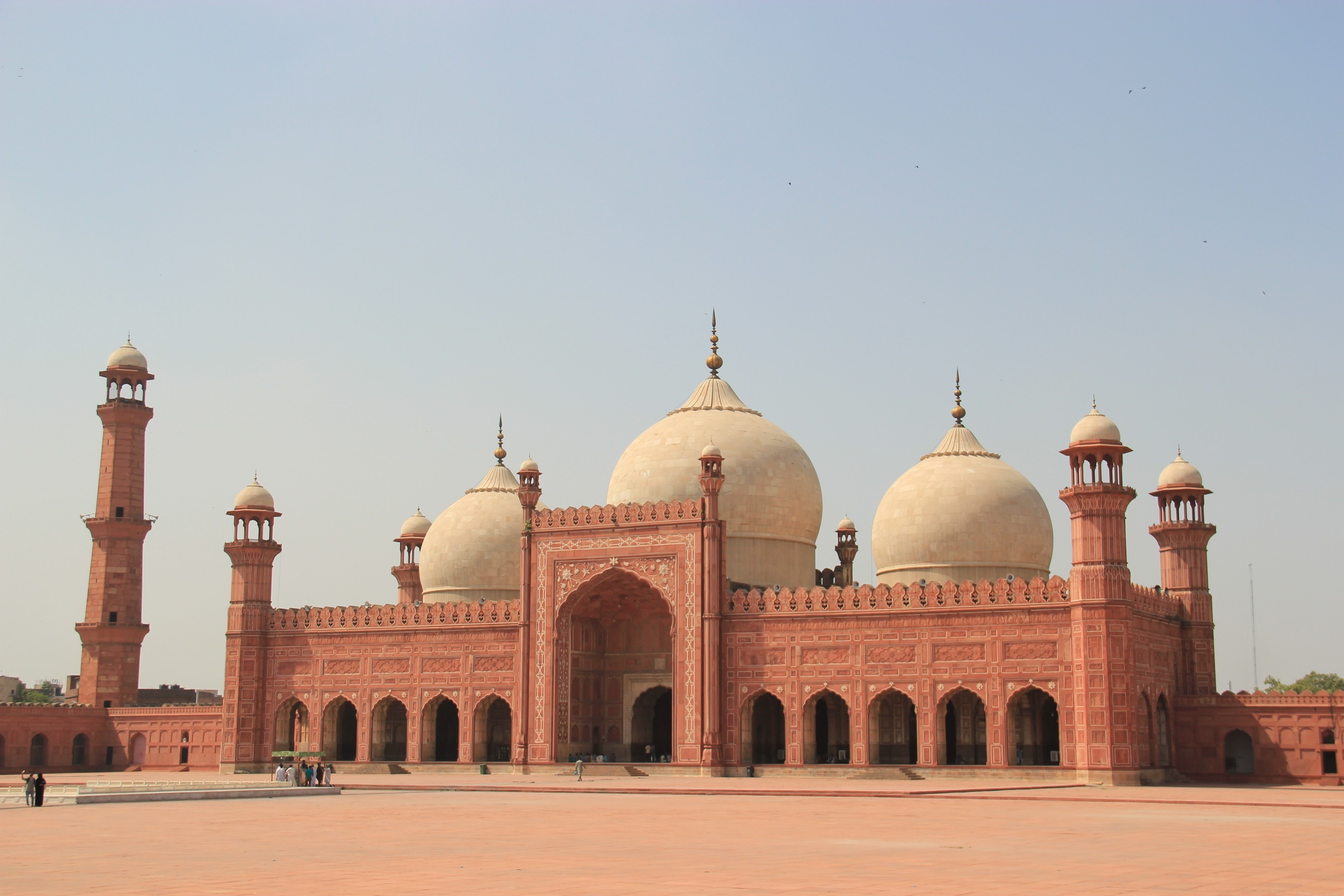
파키스탄 라호르에 있는 바드샤히 모스크는 무굴 제국이 건설한 마지막 황실 모스크이자, 가장 큰 규모의 무굴 모스크이다.

무굴 건축(영어: Mughal architecture)은 16세기부터 18세기까지 무굴 제국에서 발달한 인도-이슬람 건축 양식 중 하나이다. 무굴 건축은 인도에 들어온 초기 무슬림 왕조의 건축 양식을 계승하는 한편, 이란 건축과 중앙아시아의 건축 전통, 그 중에서도 티무르 건축을 발달시켰다. 악바르가 집권한 1556년부터 1605년까지 무굴 건축은 다른 인도 건축 양식을 받아들였다. 무굴 건축물은 커다랗고 구불구불한 돔, 모퉁이의 가느다란 첨, 거대한 홀들, 둥근 천장 모양의 커다 대문들, 그리고 섬세한 장식들을 포함한 독특하고 특징과 형태 구조를 가지고 있다. 무굴 건축은 오늘날의 아프가니스탄, 파키스탄, 인도, 방글라데시에서 발견되고 있다. 무굴 건축은 샤 자한 시기 전성기를 맞이했으며, 그의 재위 기간 동안 타지마할, 자마 마스지드, 샬리마르 정원이 지어졌고 라호르 요새가 보강되었다. 샤 자한의 아들 아우랑제브가 무굴 건축의 마지막 후원자로, 그는 바드샤히 모스크, 비비 카 마크바라, 보티 마스지드 등을 지었다.

## 같이 보기
- 인도-사라센 건축